# Greta Fock
Greta Fock, född Sigrid Margareta Andersson 10 mars 1891 i Katarina församling i Stockholm, död 1 augusti 1945 i Johannes församling i Stockholm, var en svensk skådespelare.
Hon var från 1922 gift med skådespelaren Hartwig Fock. De är begravda på Norra begravningsplatsen utanför Stockholm.

## Filmografi
- 1923 – Janne Modig
- 1924 – Den förgyllda lergöken
- 1925 – Bröderna Östermans huskors